# Rashidah Ali

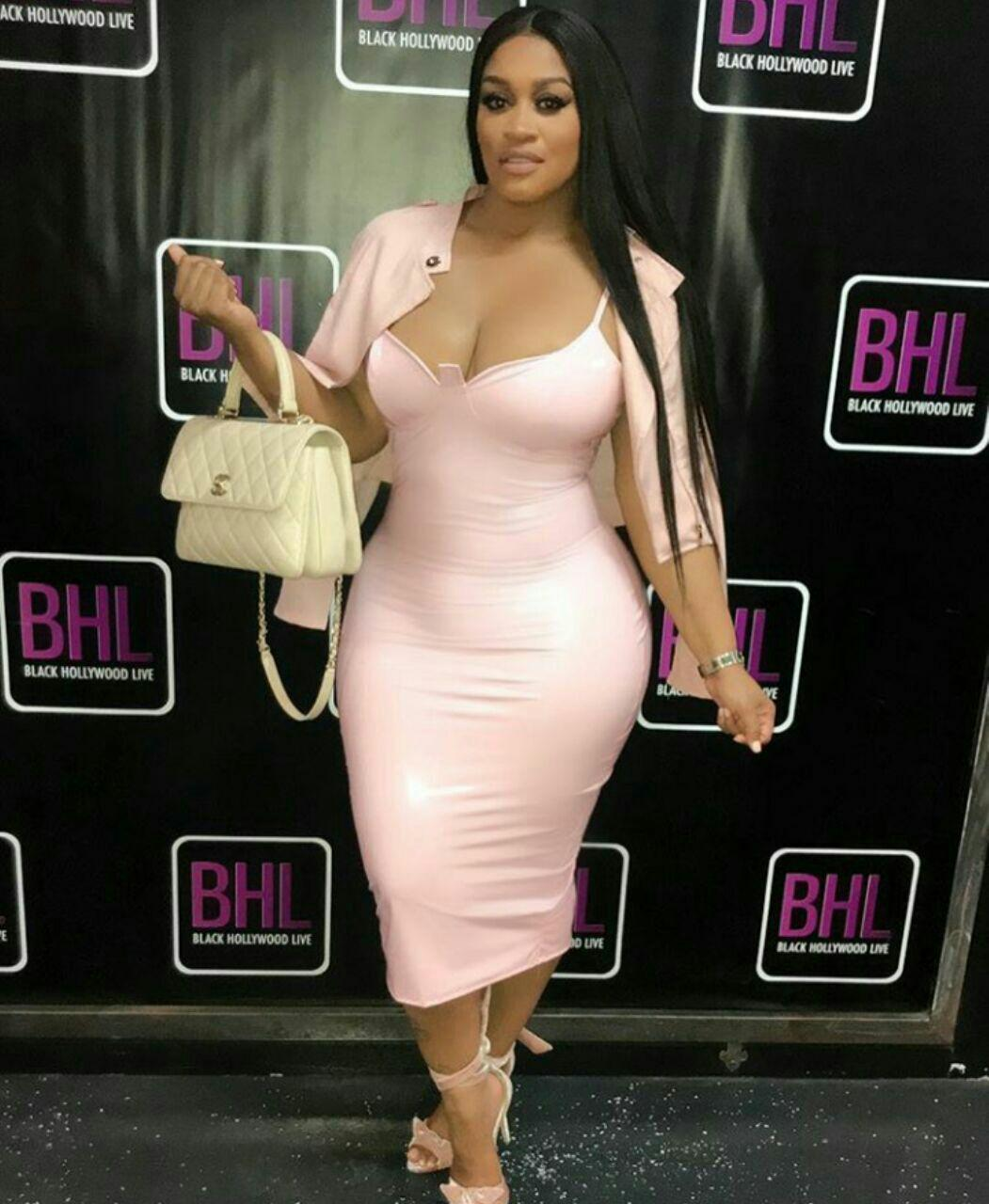
Rah Ali

Rashidah Ali (* 27. Januar 1984 in New York City; besser bekannt unter Rah Ali) ist eine US-amerikanische Schauspielerin, TV-Persönlichkeit, Unternehmerin, Designerin sowie ein Model mit arabischen Wurzeln. Daneben ist Ali Bodyguard von Nicki Minaj. 
Vor ihrer Schauspielkarriere arbeitete Ali kurzzeitig als Assistentin von Phil Robinson und Harve Pierre, bevor sie eine Werbefirma mit dem Namen 5 Approved gründete und deren Leiterin war.
Von 2010 bis 2016 nahm Ali an der US-amerikanischen Fernsehserie Love & Hip Hop: New York teil. Dort war sie neben Erica Mena und Olivia Longott zu sehen. Im Jahr 2011 war Ali Gast in der Serie Big Morning Buzz Life. 
Sie besitzt zudem zwei Schuhgeschäfte in Atlanta und New York. Ali hat zwei ältere Brüder und lebt in New York.

## Filmografie
- 2010–2016: Love & Hip Hop: New York
- 2011: Big Morning Buzz Life